# 孙家香
孙家香（1919年11月31日—2016年1月27日），女，土家族，湖北长阳人。民间故事家。中国国家级非物质文化遗产项目代表性传承人。

## 生平
1919年农历十月初九生。祖居长阳龙潭坪，后迁居五峰蒿坪的百果园，18岁嫁入长阳都镇湾杜家冲。此后常年生活在杜家冲，以务农为生。她从小喜欢听乡里人讲故事，然后按照自己的实际生活体验消化吸收，再口语转述出来。虽然连一个字也不认识，却能讲述600多个故事。
1995年6月17日，《人民日报》海外版首次刊登《土家山寨有个故事王》；香港《文汇报》1997年5月18日刊登《长阳出了个女国宝》，向全世界介绍孙家香的故事。1997年12月，她被评为宜昌市当年十大新闻人物。2001年7月，被湖北省民间文艺家协会授予“湖北省民间故事家”称号。2007年5月，被中国民间文艺家协会授予首批“中国民间文化杰出传承人”称号。2009年，被评为第三批国家级非遗项目代表性传承人。
2016年1月27日凌晨去世。